# Sarcophaga carnaria
Sarcophaga carnaria sau musca cenușie de carne este o specie europeană de dipter sarcofag.

## Identificare
Doar masculii pot fi identificați cu certitudine, și asta doar prin examinarea organelor genitale ale acestora. 

## Biologie
După literatura mai veche și neconfirmată până în zilele noastre, larvele se hrănesc cu râme. În realitate, pentru că adulții sunt atrași de materiile organice,de cadavre și de materiile fecale, larvele lor sunt sarcofage, coprofage și necrofage.  

## Răspândire
Este o specie care se găsește răspândită în foarte multe regiuni din zonele palearctică, afrotropicală și asiatică. 